# Lahore (Division)

Division Lahore

Die Division Lahore ist eine Division in der Provinz Punjab in Pakistan. Der Verwaltungssitz befindet sich in der Stadt Lahore. Bei der Volkszählung von 2017 hatte sie eine Einwohnerzahl von 19.398.081 auf einer Fläche von 16.104 km².

## Distrikte
Die Division Lahore gliedert sich in vier Distrikte:
| Distrikt      | Hauptstadt    | Größe (km²) | Bevölkerung (2017) | Dichte (Einw./km²) |
| ------------- | ------------- | ----------- | ------------------ | ------------------ |
| Kasur         | Kasur         | 4.796       | 3.454.996          | 720                |
| Lahore        | Lahore        | 1.772       | 11.126.285         | 6.278              |
| Nankana Sahib | Nankana Sahib | 2.960       | 1.356.374          | 458                |
| Sheikhupura   | Sheikhupura   | 5.960       | 3.460.426          | 580                |